# Spora

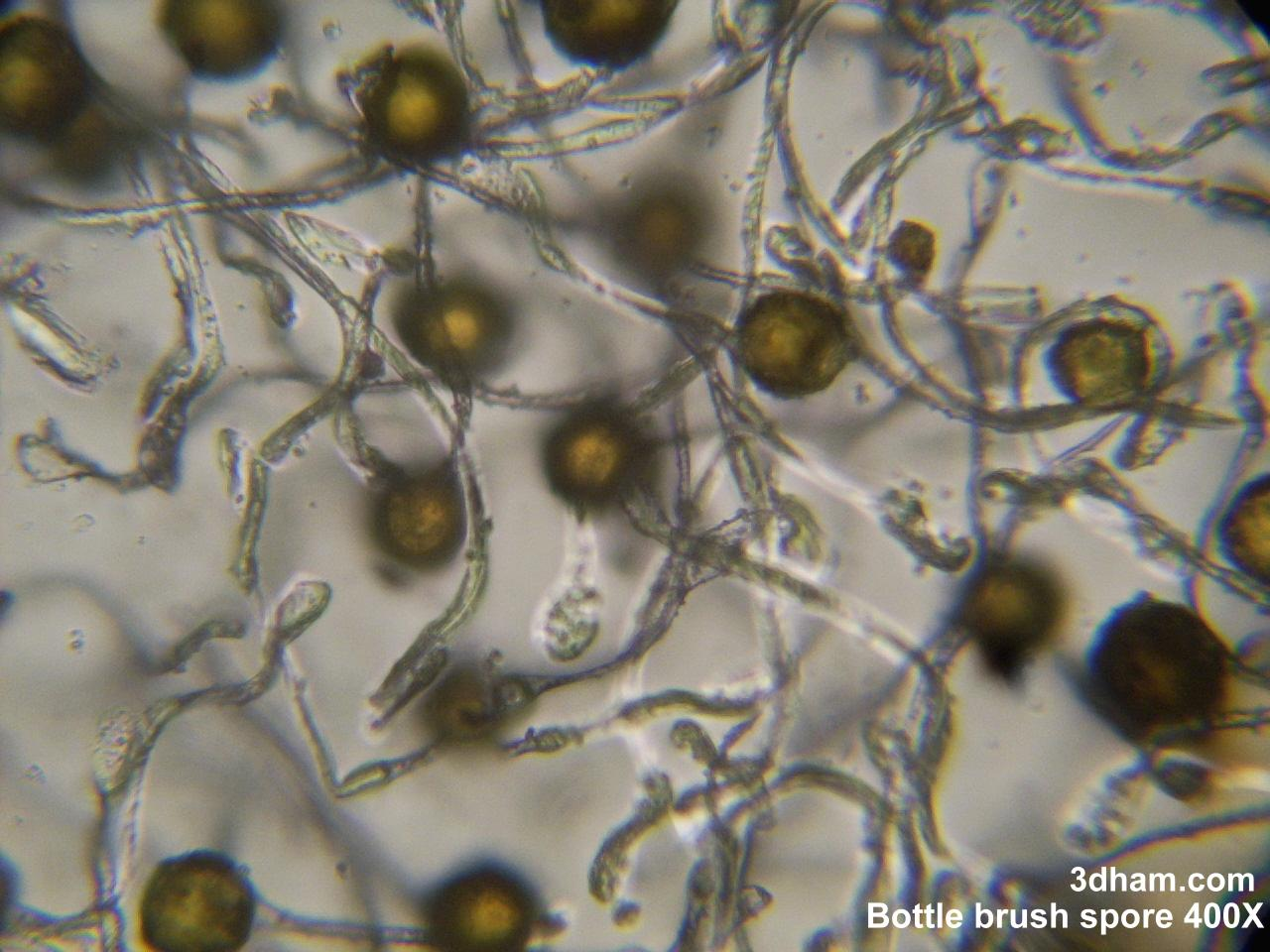
Spore di Equisetum ingrandite ×400

Per spora si possono intendere due diversi prodotti dei viventi: nel regno dei vegetali e dei funghi si tratta di cellule riproduttrici che germinando producono un nuovo individuo; fra i batteri invece, si tratta di una fase vitale che serve alla sopravvivenza estrema. In tutti e due i casi comunque esse sono in grado di disperdersi nell'ambiente per resistere a condizioni avverse e, successivamente, generare (o rigenerare) un individuo vitale, in habitat più o meno adatti alle loro condizioni di vita (temperatura ottimale, presenza di acqua e di sostanze nutrienti).

## Produzione
Nelle piante e nei funghi le spore vengono prodotte in determinate strutture dette sporocisti (se unicellulari) e sporangi (se pluricellulari). Se le spore vengono prodotte tramite mitosi avremo la sporulazione che dà mitospore, mentre se le spore vengono prodotte attraverso una fase meiotica avremo la sporogonia che dà meiospore. Queste due situazioni si differenziano geneticamente in quanto la sporogonia assicura un'alta variabilità genetica mentre la sporulazione causa la formazione di spore dello stesso sesso. Per sporulazione si intende anche il processo attraverso il quale un batterio produce la sua endospora. Le mitospore se sono munite di flagelli si chiamano zoospore, se non li hanno, allora si chiamano aplanospore. Un tipo particolare di aplanospora immobile è la conidospora dei funghi. Con le meiospore invece abbiamo l'isosporia, se queste fra di loro sono tutte uguali, e l'eterosporia, nel caso ci siano micro e macrospore, che rispettivamente rappresentano l'equivalente maschile e femminile del mondo delle piante.

## Differenze

### Spore riproduttive nelle piante
Nelle piante costituiscono un mezzo di riproduzione appunto e, prima dell'evoluzione dei semi a partire dalle gimnosperme, erano molto diffuse come sistema di dispersione (nelle felci ad esempio).

### Spore riproduttive nei funghi

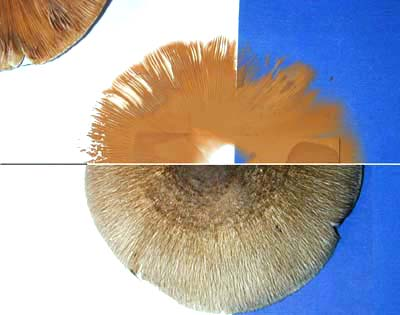
Sporata di Volvariella volvacea

Nel caso di mitospore qui si parla di conidiospore, mentre nel caso delle meiospore, a seconda del phylum a cui appartengono i funghi che le producono si parlerà di ascospore (Ascomycota), basidiospore (Basidiomycota) o zigospore (Zygomycota). Il colore delle spore in massa (sporata) è un elemento caratteristico e quindi distintivo dei gruppi di macromiceti. La forma della spore dei funghi varia da genere a genere, ma è costante per una singola specie. In base alla loro forma le spore si possono distinguere in:
1. Globose, Globoso-apicolate (Lycoperdon perlatum)
2. Ovali (Amanita caesarea), Ovato-sferiche (Amanita phalloides), Ovato allungate (Coprinus atramentarius)
3. Ellittiche (Cantharellus cibarius)
4. Cilindriche (Pleurotus ostreatus)
5. Amigdaliformi (Marasmius)
6. Reniformi (Auricularia auricula-judae)
7. Fusoidali (Boletus edulis)
8. Angolose (Hydnum imbricatum), Poligonali (Entoloma clypeatum)
9. Gibbose (Inocybe)

Le ornamentazioni delle spore sono asperità presenti sulla superficie della spora e sono costituite da creste, gibbosità, aculei, reticoli, ecc. L'amiloidia invece è un carattere esclusivo dei funghi leucosporei (con spore bianche in massa) ed è dovuta alla proprietà chimica per cui reagiscono con sostanze iodate (reattivo di Melzer) cambiando colore da ialino a grigio-blu o porpora.

### Spore di resistenza
Le spore di resistenza o endospore sono tipiche di alcuni organismi procarioti, in particolare due famiglie di eubatteri, cioè i bacilli e i clostridi, e di alcuni altri organismi quasi tutti unicellulari. Si tratta forme cellulari specializzate per la sopravvivenza in condizioni ambientali avverse, e la loro formazione costituisce una tipologia di differenziazione cellulare dell'organismo. Quelle dei batteri sono anche dette semplicemente spore batteriche. Si formano in risposta a condizioni ambientali sfavorevoli, ad esempio temperature non ottimali, scarsa presenza di nutrienti o di acqua. Durante lo sviluppo di un'endospora le funzioni vitali principali della cellula, come l'accrescimento vegetativo o la divisione cellulare, si arrestano. La spora si forma all'interno della cellula e la sua costruzione utilizza le risorse dell'organismo. Una volta formata essa viene espulsa dalla cellula che subisce lisi della parete cellulare. 
Le spore così formate contengono l'informazione genetica cellulare, in un involucro che le protegge da agenti esterni come raggi ultravioletti, alte temperature o siccità, dando luogo ad una forma di criptobiosi, cioè uno stato di quiescenza in cui il metabolismo è assente o quasi impercettibile. Le spore così formate sono pertanto strutture analoghe al seme di una pianta. La specie può rimanere in queste condizioni per un tempo indefinito, fino a che le condizioni esterne non ritornano ad essere favorevoli ad uno sviluppo degli organismi. Le eventuali variazioni positive nell'ambiente provocano una attivazione della spora, cui segue una successiva idratazione e una fase di crescita e sviluppo. Il tempo rivegetativo di una spora è di circa un'ora. Le spore batteriche sono tipiche di alcuni gram+ quali i Bacillus, gli Streptomyces e i Clostridi. Altri organismi producono forme di resistenza dello zigote, chiamate zigospore, che sono quindi spore diploidi. Un esempio è fornito dall'alga verde Chloroficea unicellulare Chlamydomonas. Le spore delle diverse specie hanno spesso forma caratteristica, possono essere allungate, ovali, simmetriche o asimmetriche, con superficie liscia o rugosa, con o senza appendici.